# Журавлёва, Елена Витальевна
Елена Витальевна Журавлёва (22 мая 1983, Москва, Россия) —  российская спортсменка, выступающая в синхронном плавании, чемпионка мира и Европы, Заслуженный мастер спорта России.

## Карьера
Родилась и живет в Москве.
Первый тренер - О.Ю. Гамаюрова.
Выступала за СДЮШОР «Труд» по синхронному плаванию «Юность Москвы». Неоднократная чемпионка России.
В сборной команде России с 2002 по 2003 год. Чемпионка мира (2003), Чемпионка Европы (2002).
Выпускница Российского государственного университета физической культуры.

## Награды и звания
- Заслуженный мастер спорта России
- Мастер спорта России международного класса